# Bruto Testoni
Bruto Testoni (Bentivoglio, 1º luglio 1891 – Bologna, 7 giugno 1949) è stato un lottatore italiano, specializzato nella lotta greco-romana.

## Biografia
Rappresentò l'Italia ai Giochi olimpici di Anversa 1920 e Parigi 1924. Fu per nove volte campione italiano negli anni dieci e anni venti dei XX secolo.